# Château d'Estours
Pour les articles homonymes, voir Estours (homonymie).
Le château d'Estours, est une ancienne maison forte, du XIVe siècle, qui se dresse sur la commune de Crêches-sur-Saône dans le département de Saône-et-Loire en région Bourgogne-Franche-Comté.
Le château faisait l'objet d'une inscription partielle au titre des monuments historiques par arrêté du 5 décembre 1984, remplacé par une inscription totale du château en 2018. Seuls sont inscrits les façades et les toitures des ailes nord et ouest ; la tour dans l'angle du XVe siècle avec son escalier en vis ; les deux escaliers du XVIIIe siècle de l'aile ouest ; l'oratoire voûté, la cheminée de la salle à manger et de la grande salle au rez-de-chaussée de l'aile ouest ; l'oratoire voûté, la chambre numéro 3 avec sa cheminée et son décor, les cheminées des chambres numéros 1, 2, 4 et 5 au premier étage de l'aile ouest ; les douves et pont d'accès.

## Situation
Le château d'Estours est situé dans le département français de Saône-et-Loire sur la commune de Crêches-sur-Saône, au sud-est du village, entre les deux bras d'un ruisseau.

## Histoire

Armes des Nanton.
Armes des Damas.

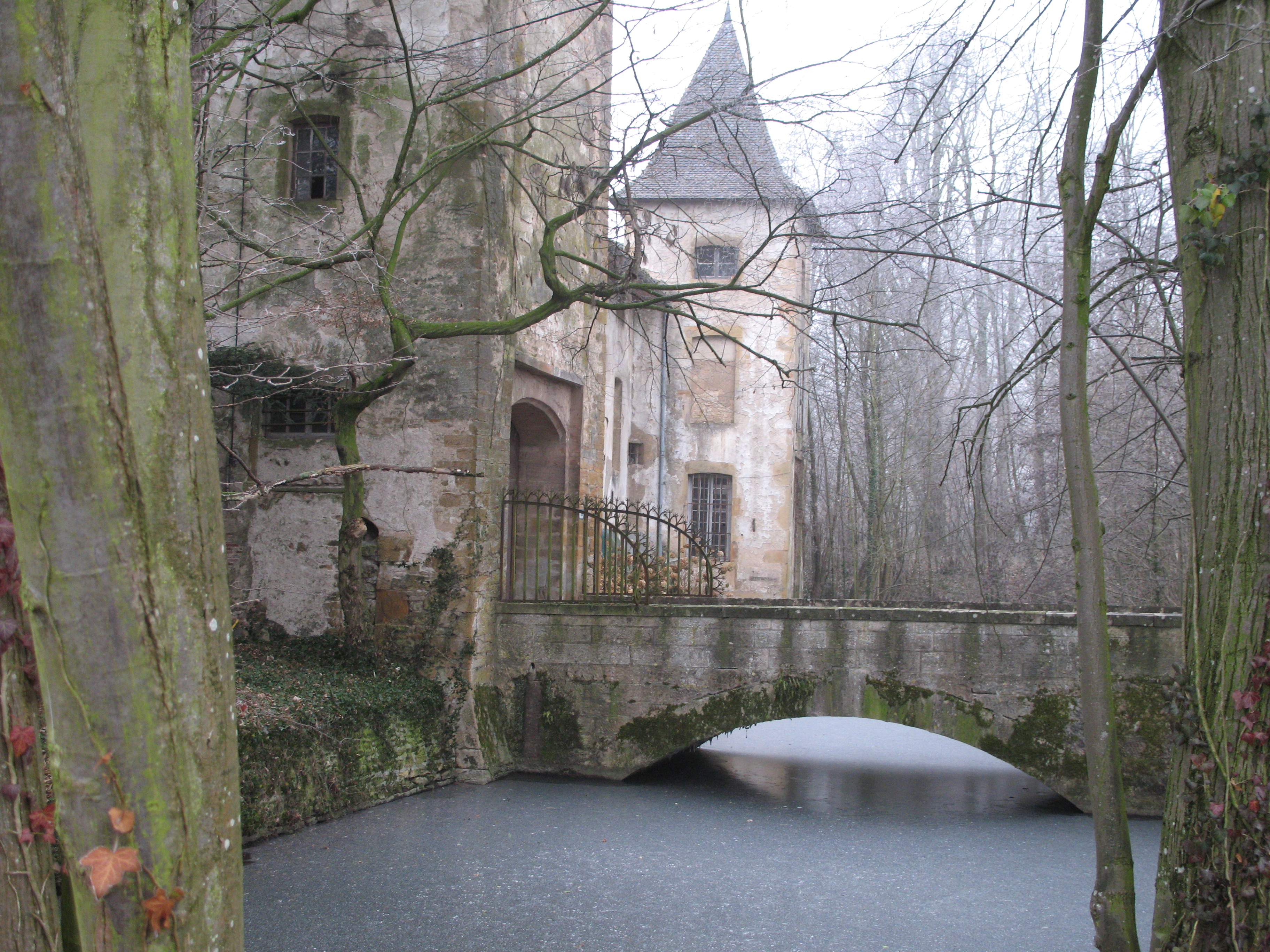
Château d'Estours.

- XVe siècle : les premiers seigneurs connus sont Duran et Renaud de Feurs, d'origine lyonnaise.
- entre 1437 et 1443 : malgré l'établissement par les Mâconnais d'une garnison de douze hommes, les Écorcheurs parviennent à s'introduire et à se maintenir au château.
- 1479 : les milices mâconnaises pillent et brûlent la place pour se venger d'une reddition aux troupes royales qu'ils jugent trop hâtive.
- fin XVe siècle : reconstruction partielle.
- jusqu'en 1561 : les descendants de Renaud de Feurs conservent le fief, en dépit des rivalités permanentes avec les habitants de Mâcon pour l'exercice du droit de guet et de garde.
- 1609 : après François de Nanton, époux de Philiberte de Feurs, la seigneurie passe à Charles Damas.
- XVIIe siècle : le domaine échoit à des fermiers qui le laissent à l'abandon.
- 1713 : acquisition par Louis Durret, chevalier forézien.
- 1725 : à la demande du précédent, des réparations et des transformations sont effectuées par Michel-Ange Caristie, architecte lyonnais.
- 1827 : mort du propriétaire Louis Charrier de La Roche, alors évêque de Versailles.
- 1842 : le château est vendu par les héritiers du précédent.
- 1845 : achat par Émile Devienne.
- 1870 et 1871 : Émile Devienne fait démolir l'aile sud, faisant ainsi disparaître les traces d'une ancienne entrée depuis longtemps obstruée et la chapelle attestée dès le XVIe siècle.
- 1974 : achat par Mr Jean Melinand, qui entreprend lui même la restauration.

## Description
Le château occupe un quadrilatère irrégulier cerné de douves en eau. Seules subsistent les ailes nord et ouest. L'aile nord est flanquée aux deux extrémités de sa façade donnant sur les douves, dont une fausse braie la sépare, de tours carrées demi-hors œuvre plus élevées d'un demi-étage. La porte charretière, précédée d'un pont de pierre, s'ouvre sous la tour nord. Le passage auquel elle donne accès débouche dans la cour à côté d'une tour hexagonale adossée à la façade sud du logis. L'aile ouest est composée de deux bâtiments implantés dans le prolongement l'un de l'autre : un gros bâtiment rectangulaire à un  étage carré, construit vraisemblablement au XVe siècle sur des bases plus anciennes et remanié au cours des siècles suivants, et dont l'un des angles extérieurs est défendu par une échauguette circulaire récemment restaurée ; un bâtiment plus étroit, dont le rez-de-chaussée abrite des communs. À l'extrémité sud de cette aile se dresse une grosse tour ronde qui fut peut-être le donjon primitif et dont les murs ont 1,40 mètre à la base. Dans l'angle formé par les deux ailes se trouve une haute tour d'escalier hexagonale.
Le château, propriété privée, ne se visite pas.